# Charles Sheffield
Pour les articles homonymes, voir Sheffield (homonymie).
Œuvres principales
- Le Frère des dragons

Charles Sheffield, né le 25 juin 1935 à Hull en Angleterre et décédé le 2 novembre 2002  à Rockville dans l'état du Maryland aux États-Unis, est un mathématicien, physicien et écrivain de science-fiction et de fantasy britannique.

## Biographie
Charles Sheffield suit ses études au St John's College (Université de Cambridge) où il obtient un diplôme en mathématique et en physique. Par la suite, il est fait docteur en physique théorique de l’Université de Washington. 
Il travaille d’abord comme membre du bureau technologique du Congrès des États-Unis et comme consultant à la NASA pour l’analyse des effets du champ gravitationnel de la Lune sur les engins spatiaux dans les années 1960. Il est par la suite nommé président de l’American Astronautical Society et reste conseiller scientifique et relecteur pendant des années pour les revues New Scientist et The World & I (en), ainsi que pour le Washington Post.
Pendant quelques années, il est ensuite responsable scientifique de la compagnie Earth Satellite Corporation, qui analyse des données provenant de satellites. À cette occasion, il publie de nombreux rapports techniques ainsi que deux livres, Earthwatch et Man on Earth montrant des images de la Terre vue de l’espace avant de consacrer sa carrière à l’écriture.
Il commence à écrire des romans de fiction alors qu’il a près de 40 ans. Son intention première était de vendre trois histoires, uniquement pour se prouver qu’il en était capable, puis d’arrêter d’écrire. À la mort de sa première femme en 1977, il trouve refuge dans l’écriture et ne cesse de produire depuis. 
Sheffield ne rencontre pas de succès immédiat, bien que ses textes soient rapidement achetés à crédit par un éditeur du magazine Galaxy. Souvent considéré comme un auteur de hard science-fiction, il est toujours soucieux de conférer une grande crédibilité scientifique à ses récits, au point d’ajouter une annexe à la fin de ses romans ou de ses cycles de nouvelles pour expliquer les fondements scientifiques utilisés dans ceux-ci.
Bien qu’il reste très peu traduit, il est surtout connu en français pour son roman La toile entre les mondes (The Web Between the Worlds) qui décrit la construction d’un ascenseur spatial. Ce roman a d’ailleurs été publié pratiquement simultanément au roman Les Fontaines du paradis d’Arthur C. Clarke qui traite du même sujet. Cette coïncidence les a tous deux beaucoup amusés, au point que Clarke écrira quelques années plus tard la préface d’une réédition de ce roman.
Charles Sheffield est président de la Science Fiction and Fantasy Writers of America de 1984 à 1986. Parmi de nombreux prix littéraires, il remporte le prix Seiun du meilleur roman scientifique au Japon en 1991 pour The McAndrew Chronicles, le prix John-Wood-Campbell Memorial 1993 du meilleur roman de science-fiction pour Le Frère des dragons et les prix Hugo et Nebula 1993 pour sa nouvelle Giorgia on my mind. Il s’est également intéressé au fantastique, notamment avec une collection ayant comme personnage principal Erasmus Darwin, le grand-père de Charles Darwin. 
Il écrit également une rubrique régulière pour le site Web Baen Books. La dernière rubrique qu’il a écrite concerne la découverte de sa tumeur cancéreuse au cerveau qui entraînera sa mort.
Après la mort de sa première femme, Sarah Sanderson, il épouse Linda Zall dont il divorcera quelques années plus tard pour épouser Nancy Kress, également auteur de science-fiction.

## Œuvres

### Séries de romans

#### SérieProteus
1. (en) Sight of Proteus, 1978
2. (en) Proteus Unbound, 1989
3. (en) Proteus Combined, 1994
4. (en) Proteus in the Underworld, 1995

#### SérieMcAndrew
1. Les Chroniques de McAndrew, Robert Laffont, coll. Ailleurs et Demain, 1985 ((en) The McAndrew Chronicles, 1983)Réédition aux éditions Le Livre de poche no 7126 en 1990
2. (en) One Man's Universe, 1989

#### SérieHeritage
1. (en) Summertide, 1990
2. (en) Divergence, 1991
3. (en) Transcendence, 1992
4. (en) Convergence, 1997
5. (en) Transvergence: From Out of the Depths of Time, 1999
6. (en) Resurgence, 2002

#### SérieCold as Ice
1. (en) Cold as Ice, 1992
2. (en) The Ganymede Club, 1995
3. (en) Dark as Day, 2002

#### SérieJupiter
1. (en) Higher Education, 1995Écrit avec Jerry Pournelle.
2. (en) The Billion Dollar Boy, 1997
3. (en) Putting up Roots, 1997
4. (en) The Cyborg from Earth, 1998

### Romans indépendants
- La Toile entre les mondes, Robert Laffont, coll. Ailleurs et Demain, 1984 ((en) The Web Between the Worlds, 1979)Réédition aux éditions Le Livre de poche no 7133 en 1991
- (en) The Selkie, 1982Écrit avec David F. Bischoff.
- (en) My Brother's Keeper, 1982
- (en) Between the Strokes of Night, 1985Également publié sous le titre Between the Strokes of Midnight
- (en) The Nimrod Hunt, 1986
- (en) Trader's World, 1988
- Le Frère des dragons, Robert Laffont, coll. Ailleurs et Demain, 1994 ((en) Brother to Dragons, 1992)Réédition aux éditions Le Livre de poche no 7218 en 1999
- (en) Godspeed, 1993
- (en) The Mind Pool, 1993
- (en) The Judas Cross, 1994Écrit avec David F. Bischoff.
- (en) Tomorrow and Tomorrow, 1996
- (en) Aftermath, 1998
- (en) Starfire, 1999
- (en) The Spheres of Heaven, 2001
- (en) Space Suits: Being the Selected Legal Papers of Waldo Burmeister and Henry Carver, Attorneys-At-Law, 2001

### Recueil de nouvelles
- (en) Vectors, 1979
- (en) Hidden Variables, 1981
- Erasmus magister, Garancière, coll. « Aventures fantastiques » no 11, 1986 ((en) Erasmus Magister, 1982)
- (en) Dancing with Myself, 1993
- (en) The Future Quartet: Earth in the Year 2042, 1994Écrit avec Ben Bova, Frederik Pohl et Jerry Pournelle.
- (en) Georgia on My Mind And Other Places, 1995
- (en) Convergent Series, 1998
- (en) The Lady Vanishes And Other Oddities of Nature, 2002
- Le Démon de Malkirk - L'Extraordinaire Docteur Darwin, Terre de Brume, coll. « Terres mystérieuses », 2003Recueil français sans équivalent en langue originale et contenant Le Démon de Malkirk (The Devil of Malkirk), Le Trésor d'Odirex (The Treasure of Odirex) et Le Diable à Cambridge (The Demon of E Staircase)

### Autres publications
- (en) Earthwatch: A Survey of the World from Space, 1981
- L'Homme sur la terre, Jean-Claude Lattès, 1983 ((en) Man on Earth: How Civilization and Technology Changed the Face of the World-A Survey from Space, 1983)
- (en) Space Careers, 1984
- (en) The World of 2044: Technological Development and the Future of Society, 1994
- (en) Borderlands of Science, 1999